# Płońsk (gmina)
Pour les articles homonymes, voir Płońsk (homonymie).
Płońsk est une gmina rurale (gmina wiejska) de la powiat de Płońsk, dans la Voïvodie de Mazovie, dans le centre-est de la Pologne.
Son siège administratif (chef-lieu) est la ville de Płońsk, bien qu'elle ne fasse pas partie du territoire de la gmina.
La gmina couvre une superficie de 127,3 km2 pour une population de 7 135 habitants en 2006.

## Histoire
De 1975 à 1998, la gmina est attachée administrativement à la voïvodie de Ciechanów.

Depuis 1999, elle fait partie de la voïvodie de Mazovie.

## Géographie
La gmina inclut les villages et localités de :

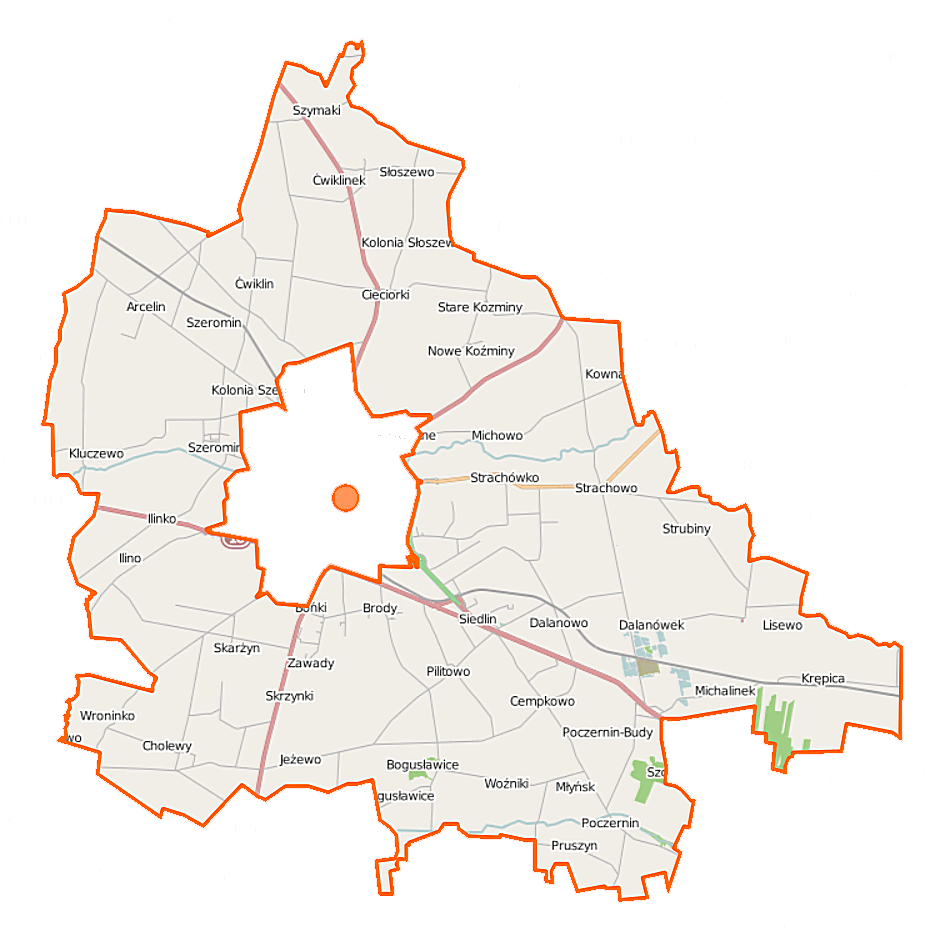
Plan de la gmina

- Arcelin
- Bogusławice
- Bońki
- Brody
- Cempkowo
- Cholewy
- Cieciórki
- Ćwiklin
- Ćwiklinek
- Dalanówko
- Ilinko
- Ilino
- Jeżewo
- Kluczewo
- Kownaty
- Koziminy-Stachowo
- Krępica
- Lisewo
- Michalinek
- Michowo
- Młyńsk
- Nowe Koziminy
- Pilitowo
- Poczernin
- Pruszyn
- Raźniewo
- Siedlin
- Skarzyn
- Skrzynki
- Słoszewo
- Słoszewo-Kolonia
- Stare Koziminy
- Strachówko
- Strachowo
- Strubiny
- Szeromin
- Szerominek
- Szpondowo
- Szymaki
- Woźniki
- Wroninko
- Zawady

### Gminy voisines
La gmina de Płońsk est voisine :
- de la ville de :
  - Płońsk
- et des gminy suivantes :
  - Baboszewo
  - Dzierzążnia
  - Joniec
  - Naruszewo
  - Sochocin
  - Załuski

## Structure du terrain
D'après les données de 2002, la superficie de la commune de Płońsk est de 127,3 km2, répartis comme tel :
- terres agricoles : 87 %
- forêts : 5 %

La commune représente 9,2 % de la superficie du powiat.

## Démographie
Données du 30 juin 2004 :
| Description        | Total  | Total | Femmes | Femmes | Hommes | Hommes |
| ------------------ | ------ | ----- | ------ | ------ | ------ | ------ |
| Unité              | Nombre | %     | Nombre | %      | Nombre | %      |
| Population         | 7 021  | 100   | 3 474  | 49,5   | 3 547  | 50,5   |
| Densité (hab./km²) | 55,2   | 55,2  | 27,3   | 27,3   | 27,9   | 27,9   |